# US Super Tour 2018/19
Die US Super Tour 2018/19 war eine von der FIS organisierte Wettkampfserie, die zum Unterbau des Skilanglauf-Weltcups 2018/19 gehörte. Sie begann am 1. Dezember 2018 in West Yellowstone und endete am 2. April 2019 im Presque Isle. Die Gesamtwertung der Männer gewann Kyle Bratrud und bei den Frauen Julia Kern.

## Männer

### Resultate
| 1. US Super Tour in West Yellowstone, 1. bis 2. Dezember 2018 | 1. US Super Tour in West Yellowstone, 1. bis 2. Dezember 2018 | 1. US Super Tour in West Yellowstone, 1. bis 2. Dezember 2018 | 1. US Super Tour in West Yellowstone, 1. bis 2. Dezember 2018 | 1. US Super Tour in West Yellowstone, 1. bis 2. Dezember 2018 |
| ------------------------------------------------------------- | ------------------------------------------------------------- | ------------------------------------------------------------- | ------------------------------------------------------------- | ------------------------------------------------------------- |
| Datum                                                         | Disziplin                                                     | Erster Platz                                                  | Zweiter Platz                                                 | Dritter Platz                                                 |
| 1. Dezember 2018                                              | Sprint Freistil                                               | Andrew Newell                                                 | Benjamin Lustgarten                                           | Ricardo Izquierdo-Bernier                                     |
| 2. Dezember 2018                                              | 15 km Freistil                                                | Benjamin Lustgarten                                           | Kyle Bratrud                                                  | Akeo Maifeld-Carucci                                          |

| 2. US Super Tour in Vernon, 8. und 9. Dezember 2018 | 2. US Super Tour in Vernon, 8. und 9. Dezember 2018 | 2. US Super Tour in Vernon, 8. und 9. Dezember 2018 | 2. US Super Tour in Vernon, 8. und 9. Dezember 2018 | 2. US Super Tour in Vernon, 8. und 9. Dezember 2018 |
| --------------------------------------------------- | --------------------------------------------------- | --------------------------------------------------- | --------------------------------------------------- | --------------------------------------------------- |
| Datum                                               | Disziplin                                           | Erster Platz                                        | Zweiter Platz                                       | Dritter Platz                                       |
| 8. Dezember 2018                                    | Sprint Freistil                                     | Andrew Newell                                       | Antoine Briand                                      | Benjamin Saxton                                     |
| 9. Dezember 2018                                    | 15 km klassisch                                     | Kyle Bratrud                                        | Benjamin Lustgarten                                 | Ricardo Izquierdo-Bernier                           |

| 3. US Super Tour und US-amerikanische Meisterschaften in Craftsbury, 3. bis 8. Januar 2019 | 3. US Super Tour und US-amerikanische Meisterschaften in Craftsbury, 3. bis 8. Januar 2019 | 3. US Super Tour und US-amerikanische Meisterschaften in Craftsbury, 3. bis 8. Januar 2019 | 3. US Super Tour und US-amerikanische Meisterschaften in Craftsbury, 3. bis 8. Januar 2019 | 3. US Super Tour und US-amerikanische Meisterschaften in Craftsbury, 3. bis 8. Januar 2019 |
| ------------------------------------------------------------------------------------------ | ------------------------------------------------------------------------------------------ | ------------------------------------------------------------------------------------------ | ------------------------------------------------------------------------------------------ | ------------------------------------------------------------------------------------------ |
| Datum                                                                                      | Disziplin                                                                                  | Erster Platz                                                                               | Zweiter Platz                                                                              | Dritter Platz                                                                              |
| 3. Januar 2019                                                                             | 15 km klassisch                                                                            | Kyle Bratrud                                                                               | Adam Martin (Skilangläufer)                                                                | Kris Freeman                                                                               |
| 4. Januar 2019                                                                             | Sprint klassisch                                                                           | Julien Locke                                                                               | Benjamin Saxton                                                                            | Logan Hanneman                                                                             |
| 6. Januar 2019                                                                             | 30 km Freistil Mst.                                                                        | David Norris                                                                               | Kyle Bratrud                                                                               | Scott Patterson                                                                            |
| 8. Januar 2019                                                                             | Sprint Freistil                                                                            | Benjamin Saxton                                                                            | Logan Hanneman                                                                             | Noel Keeffe                                                                                |

| 4. US Super Tour in Lake Placid, 25. bis 27. Januar 2019 | 4. US Super Tour in Lake Placid, 25. bis 27. Januar 2019 | 4. US Super Tour in Lake Placid, 25. bis 27. Januar 2019 | 4. US Super Tour in Lake Placid, 25. bis 27. Januar 2019 | 4. US Super Tour in Lake Placid, 25. bis 27. Januar 2019 |
| -------------------------------------------------------- | -------------------------------------------------------- | -------------------------------------------------------- | -------------------------------------------------------- | -------------------------------------------------------- |
| Datum                                                    | Disziplin                                                | Erster Platz                                             | Zweiter Platz                                            | Dritter Platz                                            |
| 25. Januar 2019                                          | 10 km Freistil                                           | Kyle Bratrud                                             | Akeo Maifeld-Carucci                                     | Alexis Dumas                                             |
| 26. Januar 2019                                          | Sprint klassisch                                         | Antoine Briand                                           | Dominique Moncion-Groulx                                 | Benjamin Saxton                                          |
| 27. Januar 2019                                          | 15 km klassisch Mst.                                     | Kyle Bratrud                                             | Adam Martin (Skilangläufer)                              | Andy Shields                                             |

| 5. US Super Tour in Minneapolis, 15. bis 17. Februar 2019 | 5. US Super Tour in Minneapolis, 15. bis 17. Februar 2019 | 5. US Super Tour in Minneapolis, 15. bis 17. Februar 2019 | 5. US Super Tour in Minneapolis, 15. bis 17. Februar 2019 | 5. US Super Tour in Minneapolis, 15. bis 17. Februar 2019 |
| --------------------------------------------------------- | --------------------------------------------------------- | --------------------------------------------------------- | --------------------------------------------------------- | --------------------------------------------------------- |
| Datum                                                     | Disziplin                                                 | Erster Platz                                              | Zweiter Platz                                             | Dritter Platz                                             |
| 15. Februar 2019                                          | Sprint Freistil                                           | Antoine Briand                                            | Tyler Kornfield                                           | Forrest Mahlen                                            |
| 16. Februar 2019                                          | 20 km klassisch Mst.                                      | Zak Ketterson                                             | Benjamin Lustgarten                                       | Mathias Aas Rolid                                         |
| 17. Februar 2019                                          | 10 km Freistil                                            | Matthew Edward Liebsch                                    | Zak Ketterson                                             | Akeo Maifeld-Carucci                                      |

| 6. US Super Tour und American Birkebeiner in Hayward, 23. Februar 2019 | 6. US Super Tour und American Birkebeiner in Hayward, 23. Februar 2019 | 6. US Super Tour und American Birkebeiner in Hayward, 23. Februar 2019 | 6. US Super Tour und American Birkebeiner in Hayward, 23. Februar 2019 | 6. US Super Tour und American Birkebeiner in Hayward, 23. Februar 2019 |
| ---------------------------------------------------------------------- | ---------------------------------------------------------------------- | ---------------------------------------------------------------------- | ---------------------------------------------------------------------- | ---------------------------------------------------------------------- |
| Datum                                                                  | Disziplin                                                              | Erster Platz                                                           | Zweiter Platz                                                          | Dritter Platz                                                          |
| 23. Februar 2019                                                       | 50 km Freistil Mst.                                                    | Akeo Maifeld-Carucci                                                   | Brian Gregg                                                            | Matthew Edward Liebsch                                                 |

| 7. US Super Tour und US-amerikanische Meisterschaften in Presque Isle, 28. März bis 2. April 2019 | 7. US Super Tour und US-amerikanische Meisterschaften in Presque Isle, 28. März bis 2. April 2019 | 7. US Super Tour und US-amerikanische Meisterschaften in Presque Isle, 28. März bis 2. April 2019 | 7. US Super Tour und US-amerikanische Meisterschaften in Presque Isle, 28. März bis 2. April 2019 | 7. US Super Tour und US-amerikanische Meisterschaften in Presque Isle, 28. März bis 2. April 2019 |
| ------------------------------------------------------------------------------------------------- | ------------------------------------------------------------------------------------------------- | ------------------------------------------------------------------------------------------------- | ------------------------------------------------------------------------------------------------- | ------------------------------------------------------------------------------------------------- |
| Datum                                                                                             | Disziplin                                                                                         | Erster Platz                                                                                      | Zweiter Platz                                                                                     | Dritter Platz                                                                                     |
| 29. März 2019                                                                                     | Sprint Freistil                                                                                   | Simeon Hamilton                                                                                   | Erik Bjornsen                                                                                     | Graham Ritchie                                                                                    |
| 30. März 2019                                                                                     | 15 km klassisch Mst.                                                                              | Erik Bjornsen                                                                                     | Simeon Hamilton                                                                                   | Gus Schumacher                                                                                    |
| 2. April 2019                                                                                     | 50 km Freistil Mst.                                                                               | Erik Bjornsen                                                                                     | David Norris                                                                                      | Simeon Hamilton                                                                                   |

### Gesamtwertung Männer
| Rang | Name                 | Punkte |
| ---- | -------------------- | ------ |
| 01.  | Kyle Bratrud         | 307    |
| 02.  | Benjamin Saxton      | 235    |
| 03.  | David Norris         | 222    |
| 04.  | Benjamin Lustgarten  | 221    |
| 05.  | Akeo Maifeld-Carucci | 214    |
| 06.  | Peter Holmes         | 192    |
| 07.  | Forrest Mahlen       | 187    |
| 08.  | Gus Schumacher       | 182    |
| 09.  | Zak Ketterson        | 173    |
| 10.  | Erik Bjornsen        | 170    |

| Rang | Name            | Punkte |
| ---- | --------------- | ------ |
| 011. | Antoine Briand  | 165    |
| 012. | Simeon Hamilton | 152    |
| 013. | Logan Hanneman  | 148    |
| 014. | Adam Martin     | 146    |
| 014. | Scott Patterson | 146    |
| 016. | Andrew Newell   | 110    |
| 017. | Alexis Dumas    | 108    |
| 018. | Thomas O Harra  | 107    |
| 019. | Daniel Streinz  | 105    |
| 020. | Julien Locke    | 100    |

| Rang | Name                     | Punkte |
| ---- | ------------------------ | ------ |
| 021. | Philippe Boucher         | 99     |
| 022. | Tyler Kornfield          | 97     |
| 023. | Ian Torchia              | 84     |
| 024. | Brian Gregg              | 81     |
| 025. | Scott James Hill         | 80     |
| 026. | Adam Luban               | 77     |
| 027. | Dominique Moncion-Groulx | 76     |
| 027. | Evan Palmer-Charrette    | 76     |
| 029. | Kris Freeman             | 74     |
| 030. | Hunter Wonders           | 73     |

## Frauen

### Resultate
| 1. US Super Tour in West Yellowstone, 1. bis 2. Dezember 2018 | 1. US Super Tour in West Yellowstone, 1. bis 2. Dezember 2018 | 1. US Super Tour in West Yellowstone, 1. bis 2. Dezember 2018 | 1. US Super Tour in West Yellowstone, 1. bis 2. Dezember 2018 | 1. US Super Tour in West Yellowstone, 1. bis 2. Dezember 2018 |
| ------------------------------------------------------------- | ------------------------------------------------------------- | ------------------------------------------------------------- | ------------------------------------------------------------- | ------------------------------------------------------------- |
| Datum                                                         | Disziplin                                                     | Erster Platz                                                  | Zweiter Platz                                                 | Dritter Platz                                                 |
| 1. Dezember 2018                                              | Sprint Freistil                                               | Julia Kern                                                    | Rosie Frankowski                                              | Hannah Halvorsen                                              |
| 2. Dezember 2018                                              | 10 km Freistil                                                | Rosie Frankowski                                              | Guro Jordheim                                                 | Rebecca Rorabaugh                                             |

| 2. US Super Tour in Vernon, 8. und 9. Dezember 2018 | 2. US Super Tour in Vernon, 8. und 9. Dezember 2018 | 2. US Super Tour in Vernon, 8. und 9. Dezember 2018 | 2. US Super Tour in Vernon, 8. und 9. Dezember 2018 | 2. US Super Tour in Vernon, 8. und 9. Dezember 2018 |
| --------------------------------------------------- | --------------------------------------------------- | --------------------------------------------------- | --------------------------------------------------- | --------------------------------------------------- |
| Datum                                               | Disziplin                                           | Erster Platz                                        | Zweiter Platz                                       | Dritter Platz                                       |
| 8. Dezember 2018                                    | Sprint Freistil                                     | Julia Kern                                          | Dahria Beatty                                       | Lauren Jortberg                                     |
| 9. Dezember 2018                                    | 10 km klassisch                                     | Katherine Stewart-Jones                             | Rebecca Rorabaugh                                   | Julia Kern                                          |

| 3. US Super Tour und US-amerikanische Meisterschaften in Craftsbury, 3. bis 8. Januar 2019 | 3. US Super Tour und US-amerikanische Meisterschaften in Craftsbury, 3. bis 8. Januar 2019 | 3. US Super Tour und US-amerikanische Meisterschaften in Craftsbury, 3. bis 8. Januar 2019 | 3. US Super Tour und US-amerikanische Meisterschaften in Craftsbury, 3. bis 8. Januar 2019 | 3. US Super Tour und US-amerikanische Meisterschaften in Craftsbury, 3. bis 8. Januar 2019 |
| ------------------------------------------------------------------------------------------ | ------------------------------------------------------------------------------------------ | ------------------------------------------------------------------------------------------ | ------------------------------------------------------------------------------------------ | ------------------------------------------------------------------------------------------ |
| Datum                                                                                      | Disziplin                                                                                  | Erster Platz                                                                               | Zweiter Platz                                                                              | Dritter Platz                                                                              |
| 3. Januar 2019                                                                             | 10 km klassisch                                                                            | Caitlin Patterson                                                                          | Jessica Yeaton                                                                             | Kaitlynn Miller                                                                            |
| 4. Januar 2019                                                                             | Sprint klassisch                                                                           | Ida Sargent                                                                                | Julia Kern                                                                                 | Hannah Halvorsen                                                                           |
| 6. Januar 2019                                                                             | 20 km Freistil Mst.                                                                        | Caitlin Patterson                                                                          | Rosie Frankowski                                                                           | Jessica Yeaton                                                                             |
| 8. Januar 2019                                                                             | Sprint Freistil                                                                            | Julia Kern                                                                                 | Hannah Halvorsen                                                                           | Kelsey Phinney                                                                             |

| 4. US Super Tour in Lake Placid, 25. bis 27. Januar 2019 | 4. US Super Tour in Lake Placid, 25. bis 27. Januar 2019 | 4. US Super Tour in Lake Placid, 25. bis 27. Januar 2019 | 4. US Super Tour in Lake Placid, 25. bis 27. Januar 2019 | 4. US Super Tour in Lake Placid, 25. bis 27. Januar 2019 |
| -------------------------------------------------------- | -------------------------------------------------------- | -------------------------------------------------------- | -------------------------------------------------------- | -------------------------------------------------------- |
| Datum                                                    | Disziplin                                                | Erster Platz                                             | Zweiter Platz                                            | Dritter Platz                                            |
| 25. Januar 2019                                          | 5 km Freistil                                            | Jessica Yeaton                                           | Sophie Caldwell                                          | Katharine Ogden                                          |
| 26. Januar 2019                                          | Sprint klassisch                                         | Sophie Caldwell                                          | Jessica Yeaton                                           | Kelsey Phinney                                           |
| 27. Januar 2019                                          | 10 km klassisch Mst.                                     | Kaitlynn Miller                                          | Jessica Yeaton                                           | Katharine Ogden                                          |

| 5. US Super Tour in Minneapolis, 15. bis 17. Februar 2019 | 5. US Super Tour in Minneapolis, 15. bis 17. Februar 2019 | 5. US Super Tour in Minneapolis, 15. bis 17. Februar 2019 | 5. US Super Tour in Minneapolis, 15. bis 17. Februar 2019 | 5. US Super Tour in Minneapolis, 15. bis 17. Februar 2019 |
| --------------------------------------------------------- | --------------------------------------------------------- | --------------------------------------------------------- | --------------------------------------------------------- | --------------------------------------------------------- |
| Datum                                                     | Disziplin                                                 | Erster Platz                                              | Zweiter Platz                                             | Dritter Platz                                             |
| 15. Februar 2019                                          | Sprint Freistil                                           | Alayna Sonnesyn                                           | Rebecca Rorabaugh                                         | Erika Flowers                                             |
| 16. Februar 2019                                          | 15 km klassisch Mst.                                      | Kaitlynn Miller                                           | Alayna Sonnesyn                                           | Elizabeth Guiney                                          |
| 17. Februar 2019                                          | 5 km Freistil                                             | Nicole Schneider                                          | Alayna Sonnesyn                                           | Abigail Jarzin                                            |

| 6. US Super Tour und American Birkebeiner in Hayward, 23. Februar 2019 | 6. US Super Tour und American Birkebeiner in Hayward, 23. Februar 2019 | 6. US Super Tour und American Birkebeiner in Hayward, 23. Februar 2019 | 6. US Super Tour und American Birkebeiner in Hayward, 23. Februar 2019 | 6. US Super Tour und American Birkebeiner in Hayward, 23. Februar 2019 |
| ---------------------------------------------------------------------- | ---------------------------------------------------------------------- | ---------------------------------------------------------------------- | ---------------------------------------------------------------------- | ---------------------------------------------------------------------- |
| Datum                                                                  | Disziplin                                                              | Erster Platz                                                           | Zweiter Platz                                                          | Dritter Platz                                                          |
| 23. Februar 2019                                                       | 50 km Freistil Mst.                                                    | Alayna Sonnesyn                                                        | Anja Gruber                                                            | Katie Feldman                                                          |

| 7. US Super Tour und US-amerikanische Meisterschaften in Presque Isle, 28. März bis 2. April 2019 | 7. US Super Tour und US-amerikanische Meisterschaften in Presque Isle, 28. März bis 2. April 2019 | 7. US Super Tour und US-amerikanische Meisterschaften in Presque Isle, 28. März bis 2. April 2019 | 7. US Super Tour und US-amerikanische Meisterschaften in Presque Isle, 28. März bis 2. April 2019 | 7. US Super Tour und US-amerikanische Meisterschaften in Presque Isle, 28. März bis 2. April 2019 |
| ------------------------------------------------------------------------------------------------- | ------------------------------------------------------------------------------------------------- | ------------------------------------------------------------------------------------------------- | ------------------------------------------------------------------------------------------------- | ------------------------------------------------------------------------------------------------- |
| Datum                                                                                             | Disziplin                                                                                         | Erster Platz                                                                                      | Zweiter Platz                                                                                     | Dritter Platz                                                                                     |
| 29. März 2019                                                                                     | Sprint Freistil                                                                                   | Sadie Bjornsen                                                                                    | Ida Sargent                                                                                       | Julia Kern                                                                                        |
| 30. März 2019                                                                                     | 10 km klassisch Mst.                                                                              | Sadie Bjornsen                                                                                    | Rosie Brennan                                                                                     | Dahria Beatty                                                                                     |
| 2. April 2019                                                                                     | 30 km Freistil Mst.                                                                               | Sadie Bjornsen                                                                                    | Rosie Brennan                                                                                     | Julia Kern                                                                                        |

### Gesamtwertung Frauen
| Rang | Name              | Punkte |
| ---- | ----------------- | ------ |
| 01   | Julia Kern        | 343    |
| 02   | Kaitlynn Miller   | 302    |
| 03   | Jessica Yeaton    | 280    |
| 04   | Caitlin Patterson | 272    |
| 05   | Alayna Sonnesyn   | 249    |
| 06   | Rosie Frankowski  | 225    |
| 07   | Hannah Halvorsen  | 210    |
| 08   | Rebecca Rorabaugh | 203    |
| 09   | Hailey Swirbul    | 202    |
| 10   | Ida Sargent       | 184    |

| Rang | Name                    | Punkte |
| ---- | ----------------------- | ------ |
| 011. | Sadie Bjornsen          | 180    |
| 012. | Elizabeth Guiney        | 176    |
| 013. | Katherine Stewart-Jones | 173    |
| 014. | Kelsey Phinney          | 167    |
| 015. | Katharine Ogden         | 159    |
| 016. | Erika Flowers           | 156    |
| 017. | Sophie Caldwell         | 145    |
| 018. | Katie Feldman           | 132    |
| 019. | Rosie Brennan           | 130    |
| 020. | Dahria Beatty           | 119    |

| Rang | Name                | Punkte |
| ---- | ------------------- | ------ |
| 021. | Lauren Jortberg     | 94     |
| 022. | Felicia Gesior      | 80     |
| 023. | Laura Leclair       | 77     |
| 024. | Maya MacIsaac-Jones | 76     |
| 024. | Evelina Sutro       | 76     |
| 024. | Sadie White         | 76     |
| 027. | Nicole Schneider    | 60     |
| 028. | Karianne Moe        | 55     |
| 029. | Lydia Blanchet      | 54     |
| 029. | Corey Stock         | 54     |